# Мёртвый сезон (телесериал)
«Мёртвый сезон» (фр. Hors Saison) — швейцарско-французский детективный телесериал режиссёра Пьера Моннарда, вышедший на экраны 31 марта 2022 года, на France 3.
Сезон насчитывает 6 серий, после чего сериал был завершён.

## Сюжет
В курортном городке Симы, в швейцарских Альпах, найден труп убитой женщины. Серийный убийца орудует по обе стороны франко-швейцарской границы. Капитан Пеири из Швейцарии и капитан Буауни из Франции объединяют свои ресурсы для общего дела. Детективы начинают расследование этих жутких преступлений. Они сталкиваются с заговором местного олигархата — а капитана швейцарской полиции Стеренн Пеири настигает её неоднозначное прошлое, с которым она должна справиться, чтобы найти коварного маньяка.

## В ролях
- Марина Хэндс — Стеренн Пеири
- Софиан Зермани — Лие Буауни
- Кларина Сьерро — Элиз Жакотте
- Сирил Мецгер — Жереми Пеири
- Анна Пьери — Фелисия Глассэ
- Николас Ваншицкий — Янн Пеири
- Кристиан Грегори — Андреас Дрейни
- Леон Давид Салазар — Маттео Ломбарди-Шапюза
- Настасия Таннер — Мелинда Эстрефи
- Изабель Кэйллат — Сириэль Буауни